# آلش پیکل
آلش پیکل (چکی: Aleš Pikl؛ زادهٔ ۲ آوریل ۱۹۷۵) بازیکن فوتبال اهل جمهوری چک بود.
از باشگاه‌هایی که در آن بازی کرده‌است می‌توان به باشگاه فوتبال ویکتوریا ژیژکوف، باشگاه فوتبال بلشانی، باشگاه فوتبال فاستاو زلین، باشگاه فوتبال بانیک استراوا، و باشگاه فوتبال تپلیس اشاره کرد.
وی همچنین در تیم‌های ملی فوتبال زیر ۲۱ سال جمهوری چک و جمهوری چک بازی کرده‌است.